# 인간 희극
《인간 희극》(프랑스어: La Comédie humaine)은 오노레 드 발자크가 90편이 넘는 사실주의, 낭만주의, 환상소설 또는 철학소설 양식의 작품들ー소설, 단편, 콩트와 에세이ー을 묶은 총서의 제목이다. 이 작품을 통해 발자크는 후대에게 있어 참고 자료가 될, 그의 시대에 관한 광대한 프레스코화를 묘사하려는 목적으로 사회 집단와 사회의 톱니바퀴들의 체계적인 형태를 탐구하고자 “사회의 자연사”를 쓰고 싶어했다.
그는 자신의 이야기를 풍속 연구, 철학 연구와 분석 연구라는 세 개의 큰 집단으로 나눴다. 프랑스의 지방과 다양한 사회 계층들에 관하여 탐구 한 첫번째 연구는 가장 중요하며, 6개의 부분으로 다시 나뉜다. 이 작품들은 각기 다른 시절을 다루고 있는 여러 소설들 속에서 등장하는 수백명의 인물들에 의해 글로 서로 체계적으로 연결된다. 발자크는 작품의 통일성을 확실히 하기 위해, 145편 정도의 작품들을 전체적인 계획 속에 집어넣고자 하고자 자신의 수많은 작품들을 꾸준히 개작하며 수정했다.
현대 소설의 창시자로서, 발자크는 실재(réel)의 전체성을 묘사하고자 하며, 추하고 저속하다는 이유로 그 전까지 문학에서 무시당했던 현실성(réalités)에 관심을 보인다. 그는 여러 형태로 귀족의 해체와 사회적 유대의 소멸을 이끈 자본주의의 발흥과 돈의 전능함을 보여준다. 총서의 제목은 단테의 신곡에서 따왔다. 허나 신곡의 신학적인 계획과 달리 작가는 사회학자가 되고자 했고, 사랑과 우정이 큰 위치를 차지하며, 존재들의 복합성과, 부패한 은행가와 매수당한 정치가는 의기양양한 반면 약자는 굴복당하는 사회 체계의 심한 부도덕성이 조명되는, 반反마니교적(반이원론적)인 세계를 창조한다.
관찰력의 천재성을 갖고 태어난 발자크는 놀랍도록 진실된 인간 유형을 창조한다. 젊은 지방출신 야망가 라스티냐크, 집안의 폭군이자 구두쇠 그랑데 혹은 부성애의 상징 고리오 영감과 같은 그의 몇몇 인물들은 그런 성격을 가진 인물의 전형이 될 만큼 생생하다.